# Korunková
Korunková es un municipio del distrito de Stropkov en la región de Prešov, Eslovaquia, con una población estimada a final del año 2024 de 59 habitantes.
Se encuentra ubicado al noreste de la región, cerca del río Ondava (cuenca hidrográfica del río Tisza) y de la frontera con  Polonia.

## Demografía
| Año        | 1994 | 2004     | 2014 | 2024     |
| ---------- | ---- | -------- | ---- | -------- |
| Población  | 120  | 100      | 93   | 59       |
| Diferencia |      | −16,66 % | −7 % | −36,55 % |

| Año        | 2023 | 2024 |
| ---------- | ---- | ---- |
| Población  | 59   | 59   |
| Diferencia |      | +0 % |